# Eccellenza Abruzzo 2024-2025
Il campionato italiano di calcio di Eccellenza regionale 2024-2025 è il trentaquattresimo organizzato in Italia. Rappresenta il quinto livello del calcio italiano.

## Stagione
Al campionato di Eccellenza Abruzzo 2024-2025 partecipano 18 squadre: le 13 della scorsa stagione, tranne la rinunciataria Vastese Calcio 1902, a cui si aggiungono le quattro promosse Miglianico Lanciano (che cambierà poi denominazione in Lanciano FC), Montorio 88, Mosciano Calcio e San Salvo Calcio e la ripescata Penne 1920. Il Casalbordino cambia denominazione in FCD Pro Vasto.

### Regolamento
La prima classificata accede direttamente alla Serie D, mentre si effettuano i play-off per le quattro classificate tra il secondo e il quinto posto che determina la squadra che accede ai play-off nazionali. Per quanto riguarda le retrocessioni, le squadre vanno da un minimo di tre, di cui le ultime due classificate direttamente e una ai play-out, a un massimo di sei; dipende dalle retrocessioni in Eccellenza Abruzzo dalla Serie D. I play-off e i play-out si disputano in gara unica in casa della migliore classificata che è considerata vincente in caso di vittoria o pareggio dopo i supplementari. Infine, gli spareggi non avranno luogo se il distacco tra le contendenti è uguale o superiore a otto punti.

## Squadre partecipanti
| Club                                   | Città (provincia)                      | Stadio                              | Stagione precedente                   |
| -------------------------------------- | -------------------------------------- | ----------------------------------- | ------------------------------------- |
| A.S.D. Capistrello                     | Capistrello (AQ)                       | Stadio Comunale Vinicio D'Ascanio   | 15ª in Eccellenza Abruzzo             |
| Castelnuovo Vomano                     | Castelnuovo Vomano di Castellalto (TE) | Stadio Comunale                     | 4ª in Eccellenza Abruzzo              |
| Celano Calcio                          | Celano (AQ)                            | Stadio Fabio Piccone                | 8ª in Eccellenza Abruzzo              |
| Folgore Delfino Curi Pescara           | Pescara                                | Campo San Marco                     | 3ª in Eccellenza Abruzzo              |
| A.S.D. Giulianova                      | Giulianova (TE)                        | Stadio Rubens Fadini                | 2ª in Eccellenza Abruzzo              |
| S.S.D. Città di Lanciano Football Club | Lanciano (CH)                          | Stadio Guido Biondi                 | 1ª in Promozione Abruzzo/C, promosso  |
| A.S.D. Montorio 88                     | Montorio al Vomano (TE)                | Stadio Nuovo Pigliacelli            | 1ª in Promozione Abruzzo/A, promosso  |
| A.S.D. Mosciano Calcio                 | Mosciano Sant'Angelo (TE)              | Centro sportivo comunale Mario Rodi | 1ª in Promozione Abruzzo/B, promosso  |
| Ovidiana Sulmona                       | Sulmona (AQ)                           | Stadio Francesco Pallozzi           | 6ª in Eccellenza Abruzzo              |
| S.S.D. Penne 1920                      | Penne (PE)                             | Stadio comunale Fernando Colangelo  | 2ª in Promozione Abruzzo/B, ripescato |
| A.S.D. Pontevomano Calcio              | Villa Vomano di Teramo (TE)            | Stadio Comunale                     | 14ª in Eccellenza Abruzzo             |
| F.C.D. Pro Vasto                       | Vasto (CH)                             | Stadio Aragona                      | 12ª in Eccellenza Abruzzo             |
| Renato Curi Angolana                   | Città Sant'Angelo (PE)                 | Stadio Leonardo Petruzzi            | 5ª in Eccellenza Abruzzo              |
| A.S.D. Sambuceto Calcio                | San Giovanni Teatino (CH)              | Stadio Cittadella dello Sport       | 9ª in Eccellenza Abruzzo              |
| San Salvo Calcio 1967                  | San Salvo (CH)                         | Stadio comunale Davide Bucci        | 2ª in Promozione Abruzzo/C, promosso  |
| A.S.D. Spoltore Calcio                 | Spoltore (PE)                          | Stadio Comunale Adriano Caprarese   | 13ª in Eccellenza Abruzzo             |
| Pol. D. Torrese                        | Villa Torre di Castellalto (TE)        | Stadio Comunale                     | 7ª in Eccellenza Abruzzo              |
| A.S.D. Virtus Cupello                  | Cupello (CH)                           | Stadio Comunale                     | 11ª in Eccellenza Abruzzo             |

## Classifica finale
|  | Pos. | Squadra                      | Pt | G  | V  | N  | P  | GF | GS | DR  |
|  | ---- | ---------------------------- | -- | -- | -- | -- | -- | -- | -- | --- |
|  | 1.   | Giulianova                   | 79 | 34 | 24 | 7  | 3  | 85 | 24 | +61 |
|  | 2.   | Castelnuovo Vomano           | 78 | 34 | 25 | 3  | 6  | 92 | 43 | +49 |
|  | 3.   | R.C. Angolana                | 72 | 34 | 22 | 6  | 6  | 70 | 33 | +37 |
|  | 4.   | Mosciano                     | 52 | 34 | 14 | 10 | 10 | 55 | 44 | +11 |
|  | 5.   | Celano                       | 47 | 34 | 11 | 14 | 9  | 45 | 46 | -1  |
|  | 6.   | Montorio 88                  | 46 | 34 | 12 | 10 | 12 | 46 | 55 | -9  |
|  | 7.   | Virtus Cupello               | 45 | 34 | 11 | 12 | 11 | 54 | 58 | -4  |
|  | 8.   | Sambuceto                    | 44 | 34 | 11 | 11 | 12 | 36 | 41 | -5  |
|  | 9.   | Sulmona                      | 43 | 34 | 11 | 10 | 13 | 44 | 47 | -3  |
|  | 10.  | Pontevomano                  | 43 | 34 | 12 | 7  | 15 | 38 | 50 | -12 |
|  | 11.  | Penne                        | 42 | 34 | 11 | 9  | 14 | 43 | 42 | +1  |
|  | 12.  | Torrese                      | 42 | 34 | 12 | 6  | 16 | 44 | 60 | -14 |
|  | 13.  | Lanciano FC (-1)             | 41 | 34 | 13 | 3  | 18 | 46 | 55 | -9  |
|  | 14.  | Folgore Delfino Curi Pescara | 39 | 34 | 10 | 9  | 15 | 46 | 44 | +2  |
|  | 15.  | Pro Vasto                    | 35 | 34 | 8  | 11 | 15 | 42 | 55 | -13 |
|  | 16.  | San Salvo 1967               | 35 | 34 | 7  | 14 | 13 | 27 | 45 | -18 |
|  | 17.  | Spoltore                     | 33 | 34 | 8  | 9  | 17 | 30 | 60 | -30 |
|  | 18.  | Capistrello                  | 23 | 34 | 6  | 5  | 23 | 25 | 66 | -41 |

Legenda:
       Promossa in Serie D 2025-2026.
      Ammessa ai play-off nazionali.
  Partecipa ai play-off o ai play-out.
       Retrocessa in Promozione 2025-2026.
Regolamento:
Tre punti a vittoria, uno a pareggio, zero a sconfitta.
La classifica avulsa tiene conto di:
- punti.
- punti negli scontri diretti.
- differenza reti negli scontri diretti.
- differenza reti generale.
- reti realizzate.
- sorteggio.

## Risultati

### Tabellone
|                         | Cap  | CVo  | Cel  | FDC  | Giu  | Lan  | Mon  | Mos  | Ovi  | Pen  | Pon  | PVa  | RCA  | Sam  | SSa  | Spo  | Tor  | VCu  |
| ----------------------- | ---- | ---- | ---- | ---- | ---- | ---- | ---- | ---- | ---- | ---- | ---- | ---- | ---- | ---- | ---- | ---- | ---- | ---- |
| Capistrello             | –––– | 0-3  | 0-1  | 1-1  | 0-1  | 3-1  | 1-0  | 0-1  | 3-6  | 1-0  | 0-2  | 2-0  | 1-2  | 0-1  | 0-1  | 0-1  | 2-1  | 1-1  |
| Castelnuovo Vomano      | 4-1  | –––– | 1-1  | 2-1  | 1-1  | 2-1  | 2-1  | 3-2  | 5-0  | 1-0  | 2-0  | 9-2  | 0-1  | 2-3  | 2-0  | 5-2  | 4-1  | 4-3  |
| Celano Calcio           | 1-1  | 1-0  | –––– | 1-1  | 1-4  | 1-3  | 1-1  | 1-1  | 2-1  | 4-1  | 3-1  | 0-2  | 1-2  | 3-2  | 2-0  | 1-2  | 0-0  | 1-1  |
| Folgore Delfino Curi PE | 3-0  | 1-3  | 1-2  | –––– | 1-3  | 5-1  | 0-1  | 1-1  | 2-1  | 2-1  | 3-0  | 1-1  | 1-3  | 2-0  | 2-0  | 4-0  | 1-2  | 1-1  |
| Giulianova Calcio 1924  | 3-1  | 3-0  | 4-0  | 3-0  | –––– | 4-1  | 0-1  | 1-2  | 4-2  | 1-0  | 2-2  | 4-0  | 2-0  | 1-1  | 2-0  | 6-0  | 1-1  | 5-0  |
| Lanciano FC             | 3-0  | 2-0  | 1-2  | 1-0  | 0-3  | –––– | 1-3  | 3-2  | 3-1  | 1-2  | 1-0  | 0-1  | 0-2  | 1-0  | 1-1  | 0-2  | 3-2  | 3-0  |
| Montorio 88             | 2-0  | 1-5  | 1-0  | 3-2  | 2-2  | 3-5  | –––– | 2-1  | 0-2  | 1-1  | 0-0  | 2-1  | 0-4  | 2-2  | 4-2  | 3-2  | 0-2  | 0-3  |
| Mosciano Calcio         | 3-0  | 1-3  | 3-3  | 4-1  | 0-3  | 0-3  | 1-2  | –––– | 1-0  | 4-2  | 2-0  | 2-2  | 2-4  | 4-0  | 5-0  | 0-0  | 1-0  | 1-1  |
| Ovidiana Sulmona        | 2-1  | 1-2  | 1-1  | 1-1  | 0-1  | 1-2  | 1-1  | 2-1  | –––– | 2-0  | 3-1  | 2-2  | 0-0  | 1-1  | 2-0  | 2-1  | 3-0  | 2-1  |
| Penne 1920              | 5-0  | 1-2  | 0-0  | 1-0  | 2-2  | 1-0  | 1-1  | 0-1  | 1-2  | –––– | 0-1  | 2-2  | 0-3  | 2-0  | 1-0  | 4-0  | 5-0  | 3-2  |
| Pontevomano Calcio      | 2-0  | 1-5  | 1-1  | 2-1  | 0-3  | 1-1  | 1-0  | 1-2  | 1-0  | 1-2  | –––– | 1-2  | 0-3  | 1-1  | 3-2  | 2-1  | 3-2  | 1-1  |
| Pro Vasto               | 4-1  | 1-2  | 3-1  | 1-1  | 0-1  | 2-2  | 0-1  | 0-0  | 1-1  | 2-1  | 0-1  | –––– | 2-4  | 0-1  | 0-0  | 0-2  | 3-1  | 2-2  |
| Renato Curi Angolana    | 2-1  | 2-3  | 1-1  | 0-1  | 3-1  | 2-1  | 3-1  | 3-3  | 2-0  | 0-1  | 1-0  | 2-1  | –––– | 2-0  | 2-2  | 4-0  | 2-0  | 3-3  |
| Sambuceto Calcio        | 4-0  | 2-2  | 1-0  | 1-0  | 1-3  | 1-0  | 2-2  | 0-1  | 0-0  | 0-0  | 0-3  | 1-0  | 2-1  | –––– | 1-1  | 0-1  | 1-1  | 3-0  |
| San Salvo Calcio        | 1-1  | 0-2  | 1-1  | 0-0  | 1-1  | 2-0  | 1-1  | 0-0  | 2-0  | 1-1  | 0-0  | 0-3  | 2-2  | 1-0  | –––– | 1-0  | 2-2  | 1-0  |
| Spoltore Calcio         | 1-1  | 0-5  | 1-2  | 0-0  | 0-2  | 1-0  | 0-0  | 1-2  | 0-0  | 1-1  | 1-2  | 1-1  | 1-3  | 0-1  | 3-1  | –––– | 2-2  | 2-1  |
| P. Torrese              | 0-2  | 2-3  | 1-3  | 1-5  | 1-4  | 3-1  | 2-1  | 1-0  | 2-0  | 3-0  | 3-2  | 2-1  | 1-0  | 3-2  | 1-0  | 0-0  | –––– | 1-2  |
| Virtus Cupello          | 4-1  | 4-3  | 2-2  | 2-0  | 0-4  | 2-0  | 4-3  | 1-1  | 2-2  | 1-1  | 2-1  | 2-0  | 0-3  | 1-1  | 0-1  | 4-1  | 1-0  | –––– |

## Spareggi

### Play-off

#### Finale
|                    | Risultato |                      | Luogo e data                |
| ------------------ | --------- | -------------------- | --------------------------- |
| Castelnuovo Vomano | 1-0       | Renato Curi Angolana | Castellalto, 11 maggio 2025 |
|                    |           |                      |                             |

### Play-out
|                              | Risultati |                | Luogo e data             |
| ---------------------------- | --------- | -------------- | ------------------------ |
| Folgore Delfino Curi Pescara | 1-2       | Pro Vasto      | Pescara, 11 maggio 2025  |
| Lanciano FC                  | 1-1 (dts) | San Salvo 1967 | Lanciano, 11 maggio 2025 |
| Folgore Delfino Curi Pescara | 0-2       | San Salvo 1967 | Pescara, 18 maggio 2025  |
|                              |           |                |                          |